# Carl-Johan Marhauer
Carl-Johan Marhauer (14. januar 1908 i København – 21. november 1990) var en dansk atlet og erhvervsmand.
Marhauer som var medlem af IF Sparta, blev den første dansker over syv meter i længdespring med 7,11 i 1928. Han vandt tidligere samme år det danske mesterskab, hvor han satte sin første danske rekord med 6,98.
Marhauer var Venstres folketingskandidat i Gentoftekredsen 1953.
Marhauer tog realeksamen fra Kjær & Lyngbyes Skole, blev ansat i C.F. Rich & Sønner, A/S 1924, var prokurist fra 1933, underdirektør fra 1939 og direktør 1940-1947; tillige direktør for A/S De forenede Kaffesurrogat- & Cichoriefabriker, Ejendomsakts. Gorm og De forenede Cichorietørrerier, A/S 1941-47, for A/S Mercantila 1942-47 og for Dansk Delikatesse Kompagni A/S 1942-44 samt direktør for Danske Oliemøller og Sæbefabrikker A/S 1949-52.
Marhauer tilrettelagde og administrerede som forretningsfører den britiske udstilling i København 1948 samt for den schweiziske beklædningsindustris exportsammcnslutning Schweizer Mode-Ugen 1954, tilrettelagde og administrerede indsamlingen til folkegaven til kongeparrets Grønlandsfond (Kong Frederik den Niendes og Dronning Ingrids Fond af 1952 til Bekæmpelse af Tuberkulosen i Grønland) 1952-53 og Dronning Ingrids Fond til Bekæmpelse af Polio 1953.
Marhauer var desuden medlem af bestyrelsen for A/S Mercantila 1938-47, for A/S De Danske Cichoriefabriker 1939-47, for A/S Det Danske Mælke-Compagni 1940-47, for A/S De forenede Kaffesurrogatfabriker 1940-47, for De forenede Cichorietørrerier, A/S 1940-47, for Ejendomsakts. Gorm 1941-47, for A/S Dansk Delikatesse Kompagni 1942-47, for A/S Filmsatelieret ASA 1946-49, for Grossist-Sammenslutningen af 1930, 1950-66 og fra 1967 (2. viceformand 1951-54. 1. viceformand 1954-56) og for Dansk Reklame Entreprise A/S fra 1956, medlem af Grosserer-Societetets repræsentantskab 1953-67 og fra 1970, af Grosserer-Societetets Komite fra 1967.

## Danske mesterskaber
- Sølv 1930 Længdespring 6,69
- Guld 1930 4 x 100 meter 44.6
- Guld 1928 Længdespring 6,98
- Bronze 1928 200 meter 23.7
- Guld 1928 4 x 100 meter 43.9
- Guld 1927 4 x 100 meter 43.5